# 1-メチルアミノアントラキノン
1-メチルアミノアントラキノン (1-methylamino anthraquinone) またはディスパースレッド9(Disperse Red 9)、C.I.60505は、アントラキノンから誘導される赤色の染料である。かつては赤や赤紫の有色煙に使用されていた。AN M18（発煙弾）やダイパックに使用される。染料の微粒子をエポキシ樹脂のような不活性物質でコーティングすることにより染料の見栄えがよくなる。ダイパック中で反応が起こると400°C以上になる。